# Sorindeia gabonensis
Sorindeia gabonensis är en sumakväxtart som beskrevs av H. Bourobou Bourobou & F.J. Breteler. Sorindeia gabonensis ingår i släktet Sorindeia och familjen sumakväxter. Inga underarter finns listade i Catalogue of Life.